# Assigny (Cher)
Assigny település Franciaországban, Cher megyében. Lakosainak száma 152 fő (2022. január 1.). Assigny Jars, Savigny-en-Sancerre, Subligny és Sury-ès-Bois községekkel határos.

## Népesség
A település népességének változása:
| Lakosok száma | 294  | 207  | 172  | 157  | 161  | 161  | 152  | 148  | 148  | 152  |
|               | 1968 | 1982 | 1990 | 2006 | 2013 | 2015 | 2017 | 2019 | 2020 | 2022 |